# Loreley (opera)

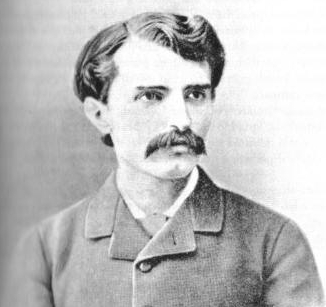
Alfredo Catalani

Loreley är en italiensk opera (azione romantica) i tre akter med musik av Alfredo Catalani.

## Historien
1880 hade Catalanis opera Elda premiär men fick ett kritiskt mottagande. Librettot hade skrivits av Carlo d'Ormeville och byggde på Heinrich Heines dikt om älvan Lorelei vid Rhens strand. 1889 beslöt sig Catalani för att revidera operan helt och hållet. Elda med sina fyra akter och relativt lite dramatisk handling hade ansetts för lång. Catalani kortade ned operan till tre akter, förtätade den dramatiska strukturen men behöll mycket av musiken som hade fått bra mottagande. Det nya librettot skrevs av Angelo Zanardini och Giuseppe Depanis under namnet Loreley. I denna version fick operan en ny premiär den 16 februari 1890 på Teatro Regio i Turin.

## Personer
- Loreley (sopran)
- Hertig Walter av Oberwesel (tenor)
- Anna di Rehberg (sopran)
- Hermann (baryton)
- Rodolfo (bas)

## Handling

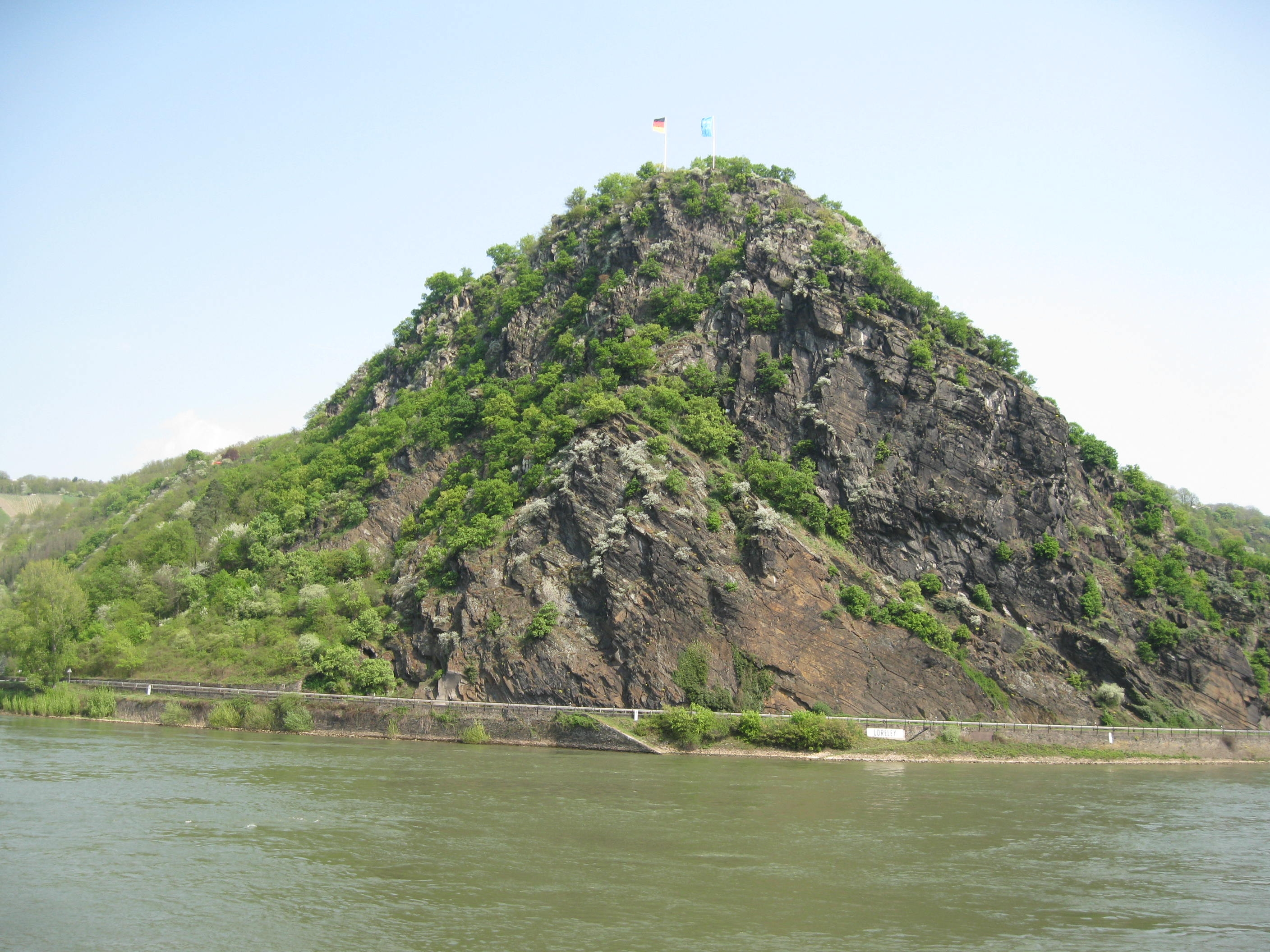
Loreleiklippan

Den vackra föräldralösa Loreley blir sviken av hertig Walter som istället gifter sig med Anna di Rehberg, systerdotter till markgreve Rodolfo av Biberich. Loreley går ned till Rhens strand och ber flodens konung Alberich att han skall förvandla henne till en förförisk sjöjungfru som kan locka män i olycka. Alberich ställer som villkor att hon gifter sig med honom, och hon kastar sig i floden. Kort därpå stiger hon upp ur vattnet i en sjöjungfrus skepnad. Walters vän Hermann är själv förälskad i Anna. Under bröllopet mellan Anna och Walter varnar han henne för Loreley, men hon vill inte höra på honom. Då Loreley uppenbarar sig nere vid Rhen följer Walter efter henne men hon försvinner i vattnet.
Anna dör av sorg över Walters otrohet och Walter står i begrepp att dränka sig men får just då syn på Loreley uppe på en klippa. Han försöker påminna henne om deras kärlek, men luftandarna viskar till henne om hennes trohetslöfte till Alberich, och hon måste återvända till sin klippa och i evig tid locka sjömän i fördärvet. Walter kastar sig i Rhen.